# نينا شنك فون شتاوفنبرج
نينا شنك فون شتاوفنبرج (بالألمانية: "Nina" Schenk Gräfin von Stauffenberg) (27 أغسطس 1913 - 2 أبريل 2006) زوجة الكولونيل كلاوس فون شتاوفنبرج قائد مؤامرة أغتيال الزعيم النازي ادولف هتلر في 20 يوليو 1944 .
بعد فشل المؤامرة ألقي القبض عليها وسجنه لفترة طويلة ولدت خلالها بطفلها الأصغر .